# Isola Kolokol
L'isola Kolokol (in russo остров Ко́локол?, ostrov Kolokol; in italiano "isola campana") è un'isola russa del gruppo delle isole di Dem'jan Bednyj che fanno parte dell'arcipelago di Severnaja Zemlja e sono bagnate dal mare di Kara.
Amministrativamente fa parte del Tajmyrskij rajon del Territorio di Krasnojarsk, nel Distretto Federale Siberiano.

## Geografia
L'isola si trova nella parte nord-occidentale dell'arcipelago, a una distanza di 5,9 km a nord-ovest dell'isola Komsomolec. Kolokol si trova tra l'isola Glavnyj, 500 m a ovest, e l'isola Krajnij, 650 m a sud-est; le isole sono collegate da banchi di sabbia. Kolokol ha una lunghezza di poco più di 1 km, al centro, dove si restringe, è larga solo 250 m; a sud ha un piccolo lago.